# Campina Grande do Sul
Campina Grande do Sul é um município brasileiro do estado do Paraná, localizado na Região Metropolitana de Curitiba. Sua população, conforme estimativas do IBGE de 2020, era de 43 685 habitantes.
O município possui a maior arena coberta da América Latina, que é palco para as grandes atrações da "Expocamp" e em seu território encontra-se o Pico do Paraná (ponto de maior altitude do sul do país).

## Etimologia
A localidade foi denominada pelos primeiros povoadores que nela encontram uma grande campina. O termo "do Sul" foi acrescentado em ocasião de sua emancipação política para diferenciá-la da não menos histórica Campina Grande, na Paraíba.

## História
A primeira povoação do município remonta ao ano de 1666, fazendo parte do Arraial Queimado (hoje Bocaiuva do Sul). Sua origem é discutida, presumindo-se que tenha sido um arraial de mineradores, visto que seu território foi movimentado bem antes das bandeiras exploradoras. De forma lenta e gradual, bem própria dos padrões da época, Campina Grande foi crescendo.

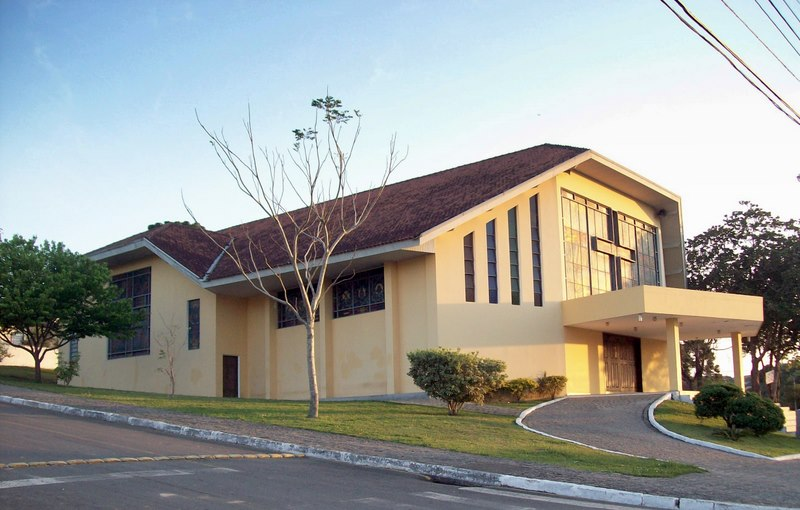
Igreja Matriz de São João Batista.

Pela Lei nº 360, de 18 de abril de 1873, foi criada a Freguesia de Campina Grande, sob a invocação de São João Batista, inclusive em processo de nova reforma, derrubando a antiga igreja.
Em 26 de novembro de 1883, através da Lei Provincial nº 762, foi criado o município de Campina Grande. A instalação oficial deu-se em 22 de março de 1884, cuja solenidade foi presidida por João Antonio dos Santos e secretariada por Manoel Leocádio de Carvalho, respectivamente, presidente e vereador da Câmara Municipal de Arraial Queimado.
Nesta ocasião foram empossados os Camaristas de Campina Grande, a saber Alferes João Batista Bueno, Cândido José dos Santos, tenente João Luíz dos Santos, Florêncio Gonçalves D'Assumpção, Pedro Bueno do Espírito Santo, Vicente Borba Cordeiro e o Emigido Alves Cordeiro, que tornou-se o presidente da Câmara, dando início à primeira administração pública do município. Quando foi instalado o município, Campina Grande contava com três Distritos Policiais, o da Sede, Quatro Barras e Capivari Grande.

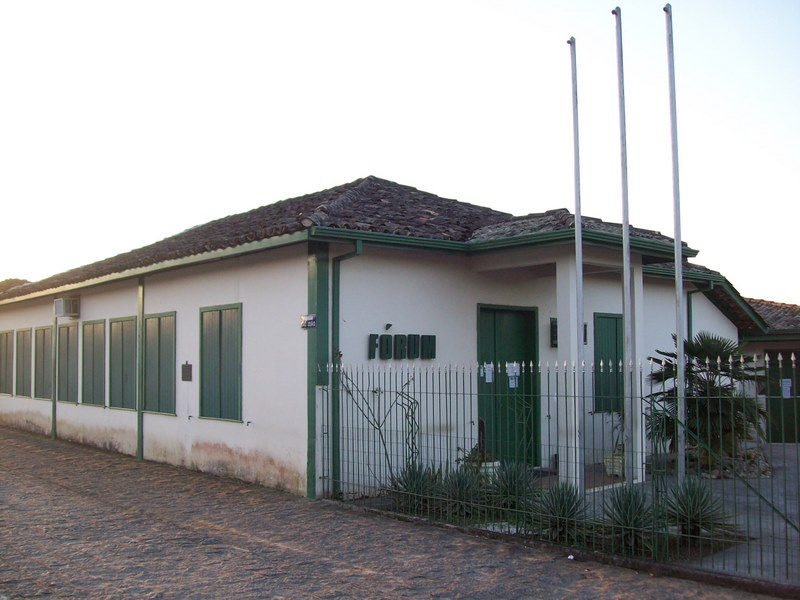
Fórum do município.

Em 1939, por Decreto Estadual, sancionado por Interventor Manuel Ribas, foi extinto o município de Campina Grande, tornando-se simples distrito, com território jurisdicionado ao município de Piraquara. Nesta época sua denominação foi alterada para Timbu. Através da lei nº 790, de 14 de novembro de 1951, foram restaurados os direitos políticos, tornando-se município emancipado, sendo que sua instalação deu-se em 14 de novembro de 1952, porém com denominação alterada para Timbu. Somente em 7 de fevereiro de 1956, por força da Lei Estadual nº 2.593, é que a denominação foi restaurada, voltando a ser Campina Grande, acrescida de "do Sul".

## Geografia

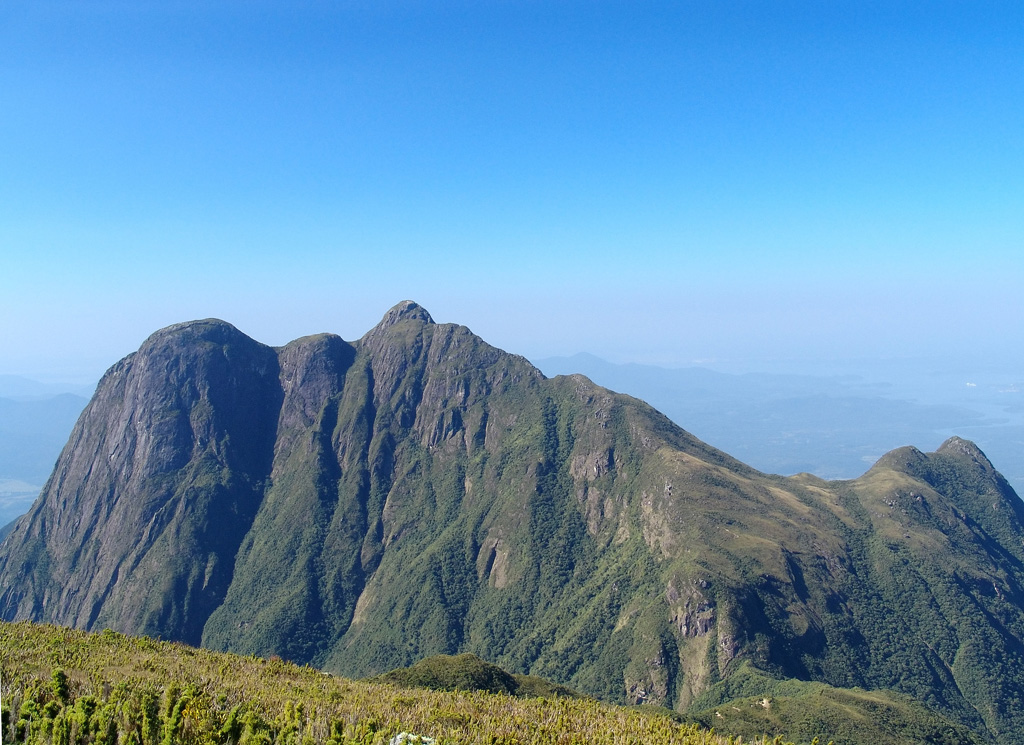
Pico Paraná, o ponto mais alto da Região Sul do Brasil.

O município de Campina Grande do Sul está localizado no primeiro planalto paranaense, inserido a leste da Região Metropolitana de Curitiba; dista 370 km de São Paulo, 102 km do Porto de Paranaguá, 32 km do Aeroporto Internacional de Curitiba, 20 km do Aeroporto de Bacacheri, 40 km das montadoras automotivas Renault e Volkswagen/Audi.
Por estar às margens da BR-116, Corredor do Mercosul, é dotado de relativa infraestrutura e destaca-se pelo acelerado processo de urbanização apresentado na última década e também pela sua privilegiada posição geográfica.
Limites
Limita-se ao norte com o Estado de São Paulo, ao nordeste com o município de Bocaiúva do Sul, a oeste com o município de Colombo, ao sul com o município de Quatro Barras e a leste com os municípios de Morretes, Antonina e Guaraqueçaba.

## Clima
O clima é Clima Subtropical Úmido Mesotérmico (ameno e agradável durante quase todo o ano). A temperatura apresenta média anual de 16 graus centígrados, sendo a média mínima de 12 graus (inverno com ocorrências de geadas severas e frequentes) e a média máxima de 22 graus. Ventos Dominantes a Noroeste. A umidade relativa do ar é de 82%, e o índice pluviométrico anual é de 1.458 mm/ano.

## Aspectos econômicos

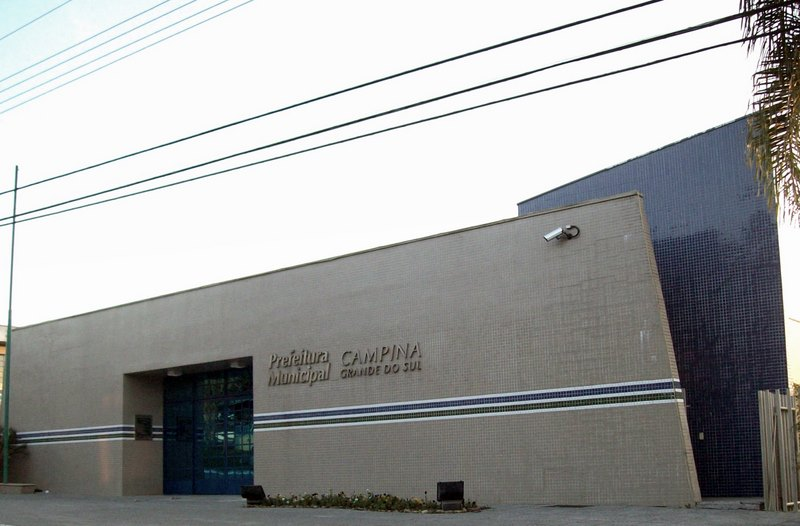
Prefeitura da cidade.

O Município possui um parque industrial de 3.000.000 m² distribuídos em dois grandes centros industriais e as demais áreas em micropolos alocados em posição estratégica junto a aglomerados populacionais com vista a absorção de mão de obra próxima e sem comprometimento da estrutura e transporte.

### Indústria e Comércio

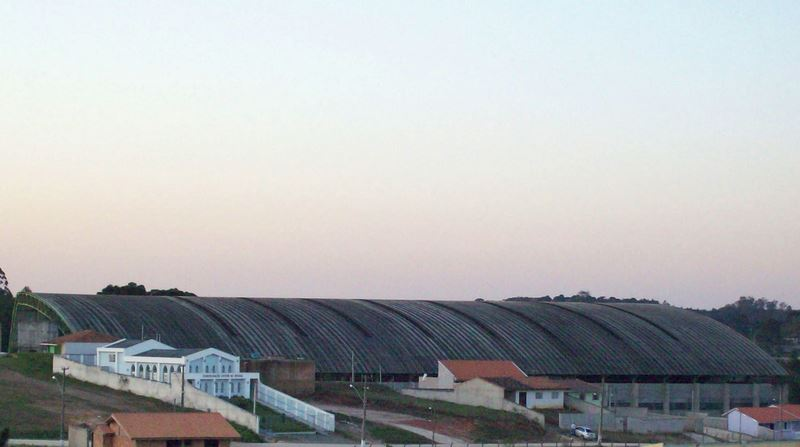
Vista da maior arena coberta da América Latina.

O município possui o Centro Industrial de Campina Grande do Sul (CICAMP), para a instalação de empresas, e industria. O município possui um concentração no ramo da indústria alimentícia, metal-mecânica, processamento de plástico, tintas e moveleira.

## Educação

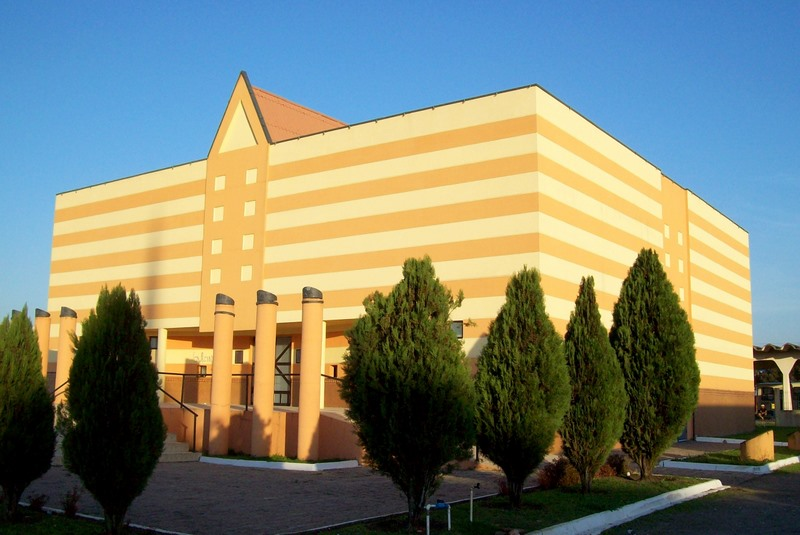
Teatro Municipal José Carlos Zanlorenzi.

O município possui o campus da Faculdade de Campina Grande do Sul (Facsul). A formação de mão de obra técnica e profissionalizante é utilizado conforme alguns acordos de parceria com o Senai, Sesc, Senac e Sine.

## Saúde

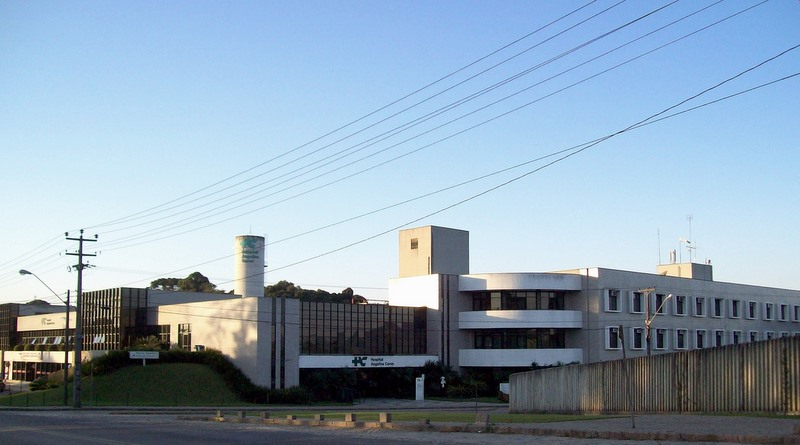
Vista do Hospital Angelina Caron.

A rede pública de saúde conta com doze unidades de saúde (postos), e um  hospital, o Hospital Angelina Caron.

## Rodovias
- BR-116 - Permite a ligação com a Capital, com o estado de São Paulo e a Região Sul.
- BR-277 - Perfaz a ligação com o Porto de Paranaguá, regiões Norte e Oeste do Estado, incluindo o município de Foz do Iguaçu, fronteira com o Paraguai e Argentina.
- BR-376 - Ligação com Região Norte do Estado com o litoral de Santa Catarina, via BR-101.
- BR-476 - Permite o acesso à região Sul do Estado.
- PR-506 - Permite acesso aos municípios de Quatro Barras e Piraquara.
- Estrada da Graciosa, permite acesso ao litoral do Estado. Em decorrência de suas características, é hoje utilizada unicamente para fins turísticos.[9]